# Elán
Az Elán egy szlovák zenekar, amely 1968-ban alakult, frontemberük Jožo Ráž. Vašo Patejdl alapította iskolai zenekarként. Az 1980-as évekeben többször is elnyerték az egyik legrangosabb csehszlovák zenei elismerést, az Arany fülemüle díjat (Zlatý slavík). 1993-ban részt vettek az Eurovíziós Dalfesztivál előválogatásán Amnestia na neveru című számukkal, de nem sikerült továbbjutniuk. Amikor Jožo Ráž 1999-ben súlyos motorbalesetet szenvedett, több éves kényszerpihenőt tartott a zenekar.

## Története
Az együttest 1968-ban alapította meg Vašo Patejdl, iskolai zenekarként. Első nagylemezük csak tizenhárom évvel később, 1981-ben jelent meg Ôsmy svetadiel néven. 
1993-ban a zenekar részt vett a Kvalifikacija za Millstreet válogatón, amelynek első három helyezettje részt vehetett az 1993-as Eurovíziós Dalfesztiválon. Az együttes csak a negyedik helyen végzett, így nem sikerült bejutniuk a versenybe. 
1999-ben,  amikor Jožo Ráž súlyos motorbalesetet szenvedett, több éves pihenésre kényszerült a zenekar. 2002-ben az Elán 3000 című lemezzel tért vissza az együttes. 

## Tagok
| 1968 – 1975 | 1975 – 1978 | 1978 – 1980 |
| --- | --- | --- |
| - Jožo Ráž - basszusgitár, ének - Vašo Patejdl - billentyűs hangszerek, ének - Juraj Farkaš - szólógitár, ének - Zdeno Baláž - dobok | - Jožo Ráž - Vašo Patejdl - Zdeno Baláž - Juraj Farkaš - Fero Turák - billentyűs hangszerek, ének - Boris Kopčák - vokál - Jozef Tekeľ - szaxofon, vokál | - Jožo Ráž - Vašo Patejdl - Zdeno Baláž - Juraj Farkaš - Fero Turák |
| 1980 – 1985 | 1985 – 1989 | 1990 – 1991 |
| - Jožo Ráž - Vašo Patejdl - Zdeno Baláž - Juraj Farkaš - Jano Baláž | - Jožo Ráž - basszusgitár, ének - Ján Baláž - szólógitár, ének - Martin Karvaš - billentyűs hangszerek - Gabriel Szabó - dobok | - Jožo Ráž - Jano Baláž - Fero Turák - billentyűs hangszerek, ének - Viktor Hidvéghy - basszusgitár - Július Petrus - ds. - Farnbauer Péter - gitár, billentyűsök, vokál - Fero Oláh - billentyűs hangszerek, ének |
| 1991 – 2001 | 2001 – az Elán World Tour 2001 alatt | 2003 |
| - Jožo Ráž - basszusgitár, ének - Ján Baláž - szólógitár, ének - Vašo Patejdl - billentyűs hangszerek, ének (1996-tól) - Farnbauer Péter - gitár - Ľubomír Horňák - billentyűs hangszerek - Juraj Kuchárek - dobok                                                                     | - Jožo Ráž - basszusgitár, ének - Jano Baláž - szólógitár, ének - Vašo Patejdl - billentyűs hangszerek, ének - Farnbauer Péter - gitár - Ľubomír Horňák - billentyűs hangszerek - Ľubomír Stankovský - dobok                                                                               | - Jožo Ráž - basszusgitár, ének - Jano Baláž - szólógitár, ének - Vašo Patejdl - billentyűs hangszerek, ének - Farnbauer Péter - gitár - Ľubomír Horňák - billentyűs hangszerek - Henry Tóth - gitár - Marcel Buntaj - dobok |
| 2004 – 2005 | 2006 – 2007 | 2008 – 2013 |
| - Jožo Ráž - basszusgitár, ének - Jano Baláž - szólógitár, ének - Vašo Patejdl - billentyűs hangszerek, ének - Farnbauer Péter - gitár - Ľubomír Horňák - billentyűs hangszerek - Henry Tóth - gitár - Juraj Kuchárek - dobok - Tony Benedek - ütős hangszerek                         | - Jožo Ráž - basszusgitár, ének - Jano Baláž - szólógitár, ének - Vašo Patejdl - billentyűs hangszerek, ének - Farnbauer Péter - gitár - Ľubomír Horňák - billentyűs hangszerek - Henry Tóth - gitár - Juraj Kuchárek - dobok                                                              | - Jožo Ráž - basszusgitár, ének - Jano Baláž - szólógitár, ének - Vašo Patejdl - billentyűs hangszerek, ének - Farnbauer Péter - gitár - Ľubomír Horňák - billentyűs hangszerek - Henry Tóth - gitár - Boris Brna - dobok |
| 2014 – 2016 | 2016 – 2017 | 2018 – 2019 |
| - Jožo Ráž - basszusgitár, ének - Jano Baláž - szólógitár, ének - Vašo Patejdl - billentyűs hangszerek, ének - Farnbauer Péter - gitár - Ľubo Horňák - billentyűs hangszerek - Boris Brna - dobok - Richard Šimurka - szaxofon, fuvola - Martin Haas - harsona - Samo Šimek - trombita | - Jožo Raž - basszusgitár, ének - Jano Baláž - szólógitár, ének - Vašo Patejdl - billentyűs hangszerek, ének - Farnbauer Péter - gitár - L'ubo Horňák - billentyűs hangszerek - Štefan Bugala - dobok - Richard Šimurka - szaxofon, fuvola - Martin Haas - harsona - Samo Šimek - trombita | - Jožo Raž - basszusgitár, ének - Jano Baláž - szólógitár, ének - Vašo Patejdl - billenytűs hangszerek, ének - Farnbauer Péter - gitár - L'ubo Horňák - billenytűs hangszerek - Štefan Bugala - dobok - Richard Šimurka - szaxofon, fuvola - Martin Haas - harsona - Samo Šimek - trombita - Marián Svetlík - hegedű - Juraj Madari - brácsa - Petra Pálková - hegedű - Júlia Mušáková - hegedű |

## Diszkográfia

### Szlovák stúdióalbumok
- Ôsmy svetadiel (1981)
- Nie sme zlí (1982)
- Elán 3 (1983)
- Hodina slovenčiny (1985)
- Detektívka (1986)
- Nebezpečný náklad (1988)
- Rabaka (1989)
- Netvor z čiernej hviezdy Q7A (1991)
- Hodina angličtiny (1994)
- Hodina pravdy (1997)
- Elán 3000 (2002)
- Tretie oko (2003)
- Anjelska daň (2010)
- Živých nás nedostanú (2014)
- Najvyšší čas (2019)

### Angol stúdióalbumok
- Kamikadze Lover (1982)
- Nightshift (1984)
- Schoolparty (1985)
- Missing (1987)
- Midnight in the city (1989)

### Koncertlemezek
- Elán Unplugged (1998)
- Elán: Megakoncert (2004)
- Elán unplugged, Carnegie Hall, New York (2007)
- Elán v divadle (2013)
- Elán Live ( Best of vol.2) (DVD)

### Válogatások
- Neviem byť sám (1987)
- Legenda 1 (1992)
- Legenda 2 (1992)
- Hodina nehy (1995)
- Legenda 3 (1997)
- Legenda 4 (1998)
- Jožo… (1999)
- Legenda 5 – Posledná… (2000)
- Láska je stvorená (2000)
- Neviem byť sám 2001: CD1 – roky a rock (2001)
- Neviem byť sám 2001: CD2 – roky a láska (2001)
- Kamaráti (2015)
- Zlodej slečníc (2019)